# FIBA Europe League 2004-05
El FIBA Europe League 2004-05 fue la segunda edición de la FIBA Europe League, el tercer nivel de competiciones europeas de baloncesto. El campeón fue el BC Dinamo San Petersburgo ruso.

## Equipos
| Temporada regular | Temporada regular  | Temporada regular      | Temporada regular         |
| ----------------- | ------------------ | ---------------------- | ------------------------- |
| Demon Astronauts  | Anwil Włocławek    | Azovmash               | Fersped                   |
| Khimki            | Kiev               | Beşiktaş               | Bnei Hasharon             |
| Brighton Bears    | CEZ Nymburk        | BS Energy Braunschweig | CSKA Sofia                |
| Fenerbahçe        | Hapoel Galil Elyon | Hapoel Tel Aviv        | Ionikos Nikaias           |
| Iraklis           | JDA Dijon          | Khimik                 | KK Belgrade               |
| Olympia Larissa   | AEL Limassol       | Dexia Mons-Hainaut     | Iscar Nahariya            |
| Racing Paris      | Verviers-Pepinster | Peristeri              | BC Dinamo San Petersburgo |
| Strasbourg        | Tuborg Pilsener    | UNICS Kazan            | Ural Great Perm           |

## Competición

### Octavos de final
| Equipo 1            | Resultado | Equipo 2               | Partido 1 | Partido 2 | Partido 3 |
| ------------------- | --------- | ---------------------- | --------- | --------- | --------- |
| Hapoel Tel Aviv     | 0 - 2     | Fenerbahçe Ülkerspor   | 71 - 83   | 74 - 88   |           |
| Paris Basket Racing | 0 - 2     | BK Kiev                | 84 - 88   | 71 - 72   |           |
| Khimik-OPZ Yuzhny   | 0 - 2     | UNICS Kazan            | 63 - 70   | 51 - 69   |           |
| ČEZ Nymburk         | 0 - 2     | Dinamo San Petersburgo | 93 - 101  | 86 - 90   | -         |
| Ironi Nahariya      | 2 - 0     | Demon Astronauts       | 76 - 65   | 93 - 87   |           |
| SIG Strasbourg      | 1 - 2     | Beşiktaş               | 71 - 89   | 83 - 67   | 75 - 89   |
| Khimki              | 2 - 0     | JDA Dijon              | 87 - 78   | 102 - 79  |           |
| Azovmach Marioupol  | 2 - 1     | Tuborg Pilsener Izmir  | 101 - 90  | 76 - 90   | 95 - 86   |

### Cuartos de final
| Equipo 1             | Resultado | Equipo 2               | Partido 1 | Partido 2 | Partido 3 |
| -------------------- | --------- | ---------------------- | --------- | --------- | --------- |
| Fenerbahçe Ülkerspor | 2 - 1     | Beşiktaş               | 70 - 67   | 64 - 81   | 93 - 73   |
| Ironi Nahariya       | 1 - 2     | BK Kiev                | 93 - 88   | 72 - 83   | 83 - 90   |
| Khimki               | 2 - 1     | UNICS Kazan            | 95 - 85   | 75 - 83   | 98 - 80   |
| Azovmach Marioupol   | 0 - 2     | Dinamo San Petersburgo | 77 - 88   | 72 - 81   | -         |

### Final Four
|  | Semifinales            | Semifinales            |      |                        | Final                  | Final                  |  |
|  | 26 de abril – Istanbul | 26 de abril – Istanbul |      |                        | 28 de abril – Istanbul | 28 de abril – Istanbul |  |
|  |                        |                        |      |                        |                        |                        |  |
|  |                        |                        |      |                        |                        |                        |  |
|  | Dinamo San Petersburgo | 92                     |      |                        |                        |                        |  |
|  | Dinamo San Petersburgo | 92                     |      |                        |                        |                        |  |
|  | Khimki                 | 81                     |      |                        |                        |                        |  |
|  | Khimki                 | 81                     |      | Dinamo San Petersburgo | 85                     |                        |  |
|  |                        |                        |      | Dinamo San Petersburgo | 85                     |                        |  |
|  |                        |                        | Kiev | 74                     |                        |                        |  |
|  | Kiev                   | 88                     | Kiev | 74                     |                        |                        |  |
|  | Kiev                   | 88                     |      |                        |                        |                        |  |
|  | Fenerbahçe             | 72                     |      |                        | Tercer lugar           | Tercer lugar           |  |
|  | Fenerbahçe             | 72                     |      |                        | Tercer lugar           | Tercer lugar           |  |
|  |                        |                        |      |                        |                        |                        |  |
|  |                        |                        |      |                        | Fenerbahçe             | 79                     |  |
|  |                        |                        |      |                        | Fenerbahçe             | 79                     |  |
|  |                        |                        |      |                        | Khimki                 | 86                     |  |
|  |                        |                        |      |                        | Khimki                 | 86                     |  |
|  |                        |                        |      |                        |                        |                        |  |

### Final
| 28 de abril de 2005 | BC Dinamo San Petersburgo                           | 85–74               | Kiev                                                            | |  |
|                     | Parciales: 18–25, 23–8, 28–21, 16–20                |                     |                                                                 | |  |
|                     | Estadísticas Ognjen Askrabic 11 Ed Cota 6 Ed Cota 6 | Report Pts Reb Asts | Estadísticas Marcelo Nicola 17 Marcelo Nicola 7 Marcus Norris 3 | Pabellón: Istanbul Asistencia: 7,500 espectadores Árbitros: Lazaros Voreadis (GRE), Luigi Lamonica (ITA) |  |

| Dynamo |  | Kiev |

| Campeón FIBA Europe League 2005         |
| --------------------------------------- |
| BC Dinamo San Petersburgo (1.er título) |